# Sudiți, Ialomița
Sudiți là một xã thuộc hạt Ialomița, România. Dân số thời điểm năm 2002 là 2305 người.